# Scelio erythropoda
Scelio erythropoda är en stekelart som beskrevs av Cameron 1888. Scelio erythropoda ingår i släktet Scelio och familjen Scelionidae. Inga underarter finns listade i Catalogue of Life.